# Toquerville
Toquerville és una població dels Estats Units a l'estat de Utah. Segons el cens del 2000 tenia 910 habitants.

## Demografia
Segons el cens del 2000, Toquerville tenia 910 habitants, 282 habitatges, i 236 famílies. La densitat de població era de 24,8 habitants per km².
Dels 282 habitatges en un 36,9% hi vivien nens de menys de 18 anys, en un 72% hi vivien parelles casades, en un 9,6% dones solteres, i en un 16,3% no eren unitats familiars. En el 14,2% dels habitatges hi vivien persones soles el 4,6% de les quals corresponia a persones de 65 anys o més que vivien soles. El nombre mitjà de persones vivint en cada habitatge era de 3,23 i el nombre mitjà de persones que vivien en cada família era de 3,56.
Per edats la població es repartia de la següent manera: un 32,9% tenia menys de 18 anys, un 9,3% entre 18 i 24, un 19,6% entre 25 i 44, un 24,6% de 45 a 60 i un 13,6% 65 anys o més.
L'edat mediana era de 34 anys. Per cada 100 dones de 18 o més anys hi havia 97,1 homes.
La renda mediana per habitatge era de 34.038 $ i la renda mediana per família de 36.146 $. Els homes tenien una renda mediana de 26.964 $ mentre que les dones 20.938 $. La renda per capita de la població era de 12.713 $. Entorn del 10,7% de les famílies i el 14,6% de la població estaven per davall del llindar de pobresa.

## Poblacions més properes
El següent diagrama mostra les poblacions més properes.